# Sona9
El Sona9 és un concurs que reconeix i premia els nous valors de la música catalana moderna. En el seus inicis, el nom s'escrivia amb un espai (Sona 9).

## Història
El concurs neix el mes d'abril de 2001 fruit de la fusió de dos concursos anteriors: Èxit de Catalunya Ràdio i el Concurs de maquetes d'Enderrock. Catalunya Ràdio, mitjançant el programa Èxit, havia estat promocionant els nous valors de la música en català en les categories de pop-rock, cançó d'autor i folk amb un concurs que tenia com a punt culminant la gala final que retransmetia Televisió de Catalunya. Per la seva banda, el Concurs de Maquetes Enderrock, vinculat a la revista del mateix nom, era una referència obligada també pel que fa als grups emergents de pop i rock. Conscients que la feina de buscar nous valors és important sempre en un mercat musical com el català es va decidir ajuntar esforços, donant forma a un únic concurs, el més important dels Països Catalans.
Actualment el concurs és organitzat pel grup Enderrock, Catalunya Ràdio i Televisió de Catalunya, amb el suport dels departaments de Cultura i Joventut de la Generalitat de Catalunya. L'objectiu és ser una plataforma de partida per als artistes emergents que vulguin dedicar-se professionalment a la música. Els guanyadors tenen l'opció d'enregistrar un àlbum d'estudi, filmar un videoclip i realitzar una gira.

## Premis
En les cinc primeres edicions, hi havia tres categories i, per tant, tots tres vencedors aconseguien enregistrar el seu primer treball professional. Les categories eren folk i noves músiques, pop-rock i cançó d’autor, a més d'entregar-se el Premi Joventut.
Amb els canvis en el mercat discogràfic de principis de segle, a partir de 2006 es va unificar el concurs en una sola categoria, que permetia invertir més recursos en la promoció del gran campió. Des de llavors, es concedeixen quatre premis oficials: 1r premi: Sona9; 2n premi: Joventut; 3r premi: Èxit i el Premi Popular.

## Llista de guanyadors
- 1a edició (2001) Sapo, Túrnez & Sesé, Xot.[1]
- 2a edició (2002): Sanpedro, Quim Vila, Gadegang.[3]
- 3a edició (2003): Shitting Milks, Relk, Baeturia.[4]
- 4a edició (2004): Gataca, Carnal, Rauxa.[5]
- 5a edició (2005): Miquel Abras, Lluís Cartes, La Boina.[6][7]
- 6a edició (2006): Xazzar, Dr. Fargo i Vitruvi.[8]
- 7a edició (2007): The Gruixut's, Manel, Bikimel.[9]
- 8a edició (2008): El Nota, Projecte Bu, Espart.[10]
- 9a edició (2009): MiNE!, Minimal, Estúpida Erikah.[11]
- 10a edició (2010): La Iaia. Pulpopop, Bläue i Joan Dausà i els Tipus d'Interès.[12]
- 11a edició (2011): Nyandú, The Mamzelles, Alls nous piquen, Bremen.[13]
- 12a edició (2012): Empty Cage, Coriolà i Patch.[14]
- 13a edició (2013): Copa Lotus, Morgat Morgat i Llorer.[15]
- 14a edició (2014): Trau, Pantaleó, Manuela Kant i Pezpsiquiatra.[16]
- 15a edició (2015): Est Oest, Roig!, Coet i Lausana.[17]
- 16a edició (2016): Lakaste, Chet, Paper de Plàstic i Rúpits.[18]
- 17a edició (2017): Senyor Oca, Salvatge Cor i Ju.[19]
- 18a edició (2018): Sandra Bautista, Menut i L'Home Invent.[20]
- 19a edició (2019): Maria Jaume Martorell, Joina, Urpa i Relat.[21]
- 20a edició (2020): Reïna, Les Buch, Lles, Pol Bordas i Efímer.[22]
- 21a edició (2021): Dan Peralbo, Microhomes, Crisbru i La Fera.[23]
- 22a edició (2022): Figa Flawas, Eloi Sayrach, Aina Koda i Subliminal[24][25]
- 23a edició (2023): Eloi Duran, Núria Duran, SOSUN.dance i Oxigen.[26][27]
- 24a edició (2024): Gavina.mp3, Ouineta, Naia i Partiperes.[28]